# Melkvi Bea
Melkvi Bea (Budapest, 1975. január 14. –) magyar színésznő.

## Életpályája
1993-ban a Pécsi Művészeti Szakközépiskola tánc tagozatán érettségizett. 1994–1996 között a Miskolci Nemzeti Színház stúdiósa és rendezőasszisztense volt. 1996–2000 között a Színház- és Filmművészeti Egyetem hallgatója volt. 2000-től a Pécsi Nemzeti Színház, majd a szolnoki Szigligeti Színház, 2006–2009 között a Szegedi Nemzeti Színház tagja volt.

## Fontosabb színházi szerepei
- Ladányi-Bal: Szeretsz engem? Tercia
- William Shakespeare: Lear Király Edmund
- Darvasi László: Bolond Helga Kaufné
- Lázár Ervin: A kisfiú meg az oroszlánok Arabella, kötéltáncosnő, világszám
- Eisemann – Zágon – Somogyi: Fekete Péter Charginné
- Fernando Arrabal: A tricikli Mita
- Darvasi László: Bolond Helga 2006-2007 Kaufné
- Horváth Péter: Csaó Bambínó Serlán Évi
- Nyikolaj Koljada: Murlin Murló Inna, a nővére
- A kávéház Lisaura (táncosnő, nem felesége senkinek)
- Mr. A., avagy a Hang-villa titka Mesélő-Bea
- Shakespeare: A tévedések komédiája Apácafőnöknő, Emília, Égeon neje

## Filmes és televíziós szerepei
- Ámbár tanár úr (1998)
- Kisváros (2001)
- Zsaruk (2014)
- Válótársak (2017)
- Oltári csajok (2018)
- Cseppben az élet (2019)
- Magánnyomozók